# Battle Hymns
Battle Hymns es el álbum de estudio debut de la banda de heavy metal estadounidense Manowar, lanzado en 1982 por Liberty Records. Tiene una canción homónima y una canción con narración del actor Orson Welles. El álbum se considera muy influyente para el género power metal, a pesar de sus ventas menores. Fue reeditado en 2010.

## Antecedentes
Joey DeMaio y Ross the Boss se conocieron durante el Heaven & Hell Tour de Black Sabbath. DeMaio trabajó en los fuegos artificiales de los conciertos y Ross the Boss estuvo en el acto de apertura Shakin' Street. Aunque a DeMaio le gustaba su banda, le gustó la actuación de Ross the Boss y lo invitó a crear una banda propia, lo cual aceptó. La formación la completaron Donnie Hamzik en la batería y Louis Marullo, un examigo de DeMaio, en la voz. Ross le dijo que ese nombre no funcionaría para una banda de heavy metal y que debería usar un nombre artístico. Como sus hijos se llamaban «Eric» y «Adam», Marullo tomó el nombre de Eric Adams.
El nombre «Manowar», una contracción de Man of war («Hombre de guerra»), fue propuesto por el mánager John Stillwell, mientras DeMaio y Ross the Boss discutían posibles nombres relacionados con la guerra. A pesar de la similitud, el nombre no es una referencia a los buques de guerra man-of-war navales utilizados hasta el siglo XIX. Fue elegido simplemente porque significaba «guerrero».

## Grabación y diseño
Inicialmente, Eric Adams se negó a hacer screaming en las canciones, temiendo que hacerlo pudiera dañar su voz. Joey DeMaio lo convenció de hacerlo, prediciendo que su carrera musical no avanzaría mucho a menos que lo hiciera. Lo entrenó sobre cómo utilizar correctamente la técnica del screaming y definir su estilo de canto.
El álbum incluye una canción homónima, «Manowar», que abre el lado B. Aunque las canciones homónimas eran frecuentes en la época, como «Black Sabbath», «Motorhead» y «Iron Maiden», la canción «Manowar» tiene letras que hablan de la propia banda.
La canción «Dark Avenger» fue compuesta con una narración en ella. La banda quería tener un actor famoso narrando la historia, y consideró a actores como Vincent Price y James Earl Jones, y finalmente decidió llamar a Orson Welles. El productor ejecutivo Bob Currie se puso en contacto con el representante de Welles, quien aceptó la propuesta. Su llegada al estudio de grabación fue recibida con frenesí por parte de los fanáticos y grabó dos pistas de narración. Una de esas pistas fue utilizada para «Dark Avenger», y la segunda sería utilizada años después para «Defender» en el álbum Fighting the World.
La portada del álbum, que presenta una estatua de un águila, fue realizada por el artista Gary Ruddell.

## Recepción
El álbum no tuvo ventas, premios ni reconocimientos destacables. Sin embargo, se convirtió en una fuerte influencia en el género del heavy metal y el subgénero del power metal. Vince Neilstein de MetalSucks dijo en 2021 que «Para empezar, Manowar es obviamente una gran influencia en los metaleros de power metal de Suecia; diablos, Manowar es una gran influencia para casi todas las bandas de power metal que comenzaron en los últimos 25 años». Muchos periodistas incluso lo consideran el primer álbum de power metal.

## Regrabación de 2010:Battle Hymns MMXI
A finales de 2010 se anunció que Manowar volvería a grabar Battle Hymns para su lanzamiento el 26 de noviembre. El álbum, Battle Hymns MMXI, fue la primera grabación de estudio del baterista Donnie Hamzik con Manowar desde el lanzamiento original de Battle Hymns en 1982. Orson Welles había muerto 25 años antes y la narración durante «Dark Avenger» fue grabada por Sir Christopher Lee. El álbum fue promocionado con el «Battle Hymns Tour», donde tocaron todas las canciones del mismo.
Ross the Boss, quien abandonó la banda en 1988 en malos términos, no fue incluido en la realización del álbum reeditado. Se quejó de que los buenos álbumes no pueden reeditarse, que lo dejaron fuera y que las canciones fueron alteradas para adaptarse al estilo de canto actual de Eric Adams.

## Listado de canciones
Todas las canciones de Ross the Boss y Joey DeMaio, excepto donde se indique lo contrario.

| Lado 1 |               |          |  |
| N.º    | Título        | Duración |  |
| 1.     | «Death Tone»  | 4:51     |  |
| 2.     | «Metal Daze»  | 4:20     |  |
| 3.     | «Fast Taker»  | 3:56     |  |
| 4.     | «Shell Shock» | 4:07     |  |

| Lado 2 |                  |          |  |
| N.º    | Título           | Duración |  |
| 1.     | «Manowar»        | 3:38     |  |
| 2.     | «Dark Avenger»   | 6:23     |  |
| 3.     | «William's Tale» | 1:54     |  |
| 4.     | «Battle Hymn»    | 6:56     |  |
| 36:05  |                  |          |  |

## Personal

### Manowar
- Eric Adams – voz
- Ross the Boss – guitarras, teclados
- Joey DeMaio – bajo, pedales de bajo
- Donnie Hamzik – batería, percusión

### Personal adicional
- Orson Welles – narración de «Dark Avenger»

### Producción
- Mezclado por Jon Mathias en Record Plant Studios, Nueva York
- Joey DeMaio, Ross the Boss – productores
- Joe Foglia – ingeniero
- Jim Sessody, John Agnello – ingenieros asistentes
- Joe Breschio – masterización
- Bob Currie – productor ejecutivo
- Aucoin Management, Inc. – gestión
- Bill Burks, Brian J. Ames – dirección artística
- Gary Ruddell – ilustración

## Versiones
- La banda de thrash metal Overkill hizo una versión de la canción «Death Tone» en su álbum de 1999 Coverkill.[8]
- La banda suiza de heavy metal Burning Witches hizo una versión de la canción «Battle Hymn» en su álbum de 2020 Dance with the Devil.[9]
- La banda finlandesa de power metal sinfónico Beast In Black hizo una versión de la canción «Battle Hymn» en su álbum de 2021 Dark Connection.[10]